# Bodensee-Radweg
De Bodensee-Radweg (Bodenmeerfietsroute) is een langeafstandsfietsroute in Duitsland, Oostenrijk en Zwitserland. De route maakt een ronde rond de Bodensee. Het traject is bewegwijzerd in twee richtingen.

## Traject
De route kan overal gestart worden langs het meer, maar officieel start ze in Konstanz. Hier kan worden aangesloten op de EuroVelo EV15 Rijnroute welke de zuidzijde van het meer volgt richting de bron of richting de Rheinfall en verder stroomafwaarts. 
De route gaat het door het Duitse deel aan de noordzijde van het meer. Tussen Immenstaad am Bodensee en Kressbronn am Bodensee loopt de Donau-Bodensee-Weg parallel mee. Deze fietsroute gaat naar Ulm en zorgt voor een verbinding met de Donauradweg. In Lindau is er een aansluiting op de Bodensee-Königssee-Radweg welke Bodensee en Königssee verbindt. Het noordelijke deel van de Bodensee tussen Konstanz en Bregenz is ook onderdeel van de Duitse landelijke route D8 - Rijnfietsroute.
Na Duitsland voert de route een stukje door Oostenrijk langs Bregenz. Vlak voordat de grens met Zwitserland wordt overgestoken kan in Fußach de EuroVelo EV15 Rijnroute en de 2: Rhein-Route (van Fietsnetwerk Veloland Schweiz) richting Liechtenstein en bron van de Rijn worden opgepakt. De EV15 en de 2 lopen nu parallel mee met de route helemaal tot Stein am Rhein waar ze verder gaat richting Bazel. Bij Kreuzlingen start de 'Untersee' en kan een doorsteek worden gemaakt naar Konstanz om zo de route in te korten.
In Romanshorn starten de 5: Mittelland-Route en de 9: Seen-Route (eveneens van Fietsnetwerk Veloland Schweiz). 
Tussen Stein am Rhein en Radolfzell am Bodensee loopt de route parallel met de EuroVelo EV6 Atlantische kust naar de Zwarte Zee. Dit deel is ook onderdeel van de landelijke route D6 Donaufietsroute. In Radolfzell kan ook worden aangesloten op de Heidelberg-Schwarzwald-Bodensee-Weg die de Neckar en Bodensee verbindt. Ook kan worden aangesloten op de Schwäbische-Alp-Route.
De Bodensee-Radweg is ook een regionale route van Fietsnetwerk Veloland Schweiz.

## Aansluitingen met Europese fietsroutes
- Tussen Fußach en Stein am Rhein loopt de route parallel met de EuroVelo EV15 Rijnroute.
- Tussen Stein am Rhein en Radolfzell am Bodensee loopt de route parallel met de EuroVelo EV6 Atlantische kust naar de Zwarte Zee.

## Aansluitingen met andere fietsroutes
- Tussen Immenstaad am Bodensee en Kressbronn am Bodensee loopt de route parallel met de Donau-Bodensee-Weg.
- In Lindau sluit de route aan op de Bodensee-Königssee-Radweg.
- In Radolfzell am Bodensee sluit de route aan op de Heidelberg-Schwarzwald-Bodensee-Weg.
- Tussen Stein am Rhein en Radolfzell am Bodensee loopt de route parallel met de 2: Rhein-Route.
- In Romanshorn kan worden aangesloten op de 5: Mittelland-Route.
- In Romanshorn kan worden aangesloten op de 9: Seen-Route.
- Het deel tussen Stein am Rhein en Radolfzell am Bodensee is onderdeel van de landelijke route D6 - Donaufietsroute.
- Het deel tussen Konstanz en Bregenz is onderdeel van de landelijke route D8 - Rijnfietsroute.
- Onderweg kan op diverse plaatsen worden aangesloten op regionale en lokale routes van Fietsnetwerk Veloland Schweiz.